# Narodni list
 Ovo je glavno značenje pojma Narodni list. Za  pogledajte Narodni list (razdvojba).
Narodni list iz Zadra najstarije su žive hrvatske novine, s bogatom kulturnom, povijesnom i novinarskom tradicijom, koje znanstvenici s pravom nazivaju zadarskim pisanim spomenikom kulture. Kroz povijest izlazio je kao tjednik i polutjednik.
List koji mu je prethodio jest Nazionale (1862. – 1871.).
Prvi broj zadarskog Narodnog lista izišao je 1. ožujka 1862. godine, a svojom pojavom, tekstovima i borbom za materinji, hrvatski jezik, pobudio je i međunarodnu javnost. Glasilo je izlazilo na talijanskom jeziku pod nazivom Il Nazionale, a imalo je i Prilog k Narodnom listu na hrvatskom jeziku.  
Od 1869. godine tiskaju se usporedo Narodni list i Il Nazionale, a od 1876. godine Narodni list izlazi samo na hrvatskom jeziku. Na stranicama Narodnog lista vodeći hrvatski intelektualci provodili su program Narodne stranke, zalagali se za udruženje Dalmacije s Hrvatskom, kao i za uvođenje hrvatskog jezika u javni život.  
Prvi urednik Narodnog lista bio je ugledni humanist, povjesničar i znanstvenik Natko Nodilo. Uz njega tadašnji napredni intelektualci koji su pisali u Narodnom listu bili su: Mihovil Pavlinović, Miho Klaić, Kosta Vojnović, Ivan Danilo, Nikola Zvonimir Bjelovučić i drugi. Nakon Nodilova odlaska iz uredništva,"Narodni list" uređuje Lovro Matić, potom i niz uglednika toga doba, od kojih je naznačajnije spomenuti Jurja Biankinija koji list u potpunosti uređuje na hrvatskom jeziku. Godine 1920. dolazi do nasilnog ugasnuća Narodnog lista, zbog poznatog Rapallskog ugovora i skorašnje vlasti talijanskih fašista u Zadru.  

## Poslije 1946.
Nakon Drugog svjetskog rata, 1946. godine u Zadru ponovno izlazi Narodni list. Izlaženje je obnovio Vjekoslav Maštrović. Kako se u to doba u Zagrebu nakratko pojavio dnevnik s istim nazivom, Zadarski Narodni list prisiljen je privremeno promijeniti naziv u Glas Zadra. Nakon prestanka izlaženja zagrebačkog glasila, Narodni list ponovno dobiva svoje povijesno ime kojeg nosi do današnjih dana više od trinaest desetljeća. 
U impresumu se definirao kao  tjednik Socijalističkog saveza radnog naroda Hrvatske kotara Zadar, informativno-politički tjednik SSRN Zadarske regije,  informativno politički tjednik SSRN Sjeverne Dalmacije. 
Od 1994. godine, Narodni list se tiska kao tjednik u tiraži od 10.000 primjeraka. Potpuno je neovisan, nema veze niti s jednom hrvatskom strankom, niti vladajućom, niti oporbenom, niti s bilo kakvom drugom društvenom institucijom. Narodni list se financira isključivo od prihoda od prodaje lista i oglasnog prostora i ne prima, niti je ikada primio bilo kakvu financijsku pomoć od domaćih ili inozemnih institucija ili organizacija. List se posljednjih godina isprofilirao kao tjednik konstruktivno kritičan prema vlastima. Njegovo glavno uređivačko opredjeljenje je propagiranje demokracije i višestranačja, povezivanje s Europom i svijetom, te antifašistička orijentacija. Narodni list posebno je kritičan prema dosadašnjoj hrvatskoj politici podjele Bosne i Hercegovine, protiv autoritativnog modela vlasti u Republici Hrvatskoj, protiv kršenja ljudskih prava, te korupcije i zlouporabe vlasti. U samostalnoj Hrvatskoj se u impresumu od 1995. definirao se kao glasilo za interese hrvatskoga naroda.

## Urednici
Do 1922.: Juraj Biankini, Kruno Penović, L. Matić, Ivo Gjunio, Josip Šormilić, Kažimir Ljubić, Vinko Kisić.
Kao Zadarski Narodni list uređivali su ga: Vjekoslav Maštrović, Vladimir Pilepić i Ivo Ljubetić.
Kao Glas Zadra uređivali su ga: Josip Šmit, Grgo Stipić, Jerolim Čogelja. Izdavač je bio Gradski odbor narodnog fronta Zadar.
Od 1959.: Grgo Stipić, Josip Šmit, Vicko Zaninović, Zdravko Artić, Dane Vučenović, Edvard Šprljan, Igor Bačić, Boris Škulić, Predrag Opačić, Neven Pavić, Dan Horvat i Simeona Pancirov.

## Vanjske poveznice
- Službena stranica